# لبيار (إقليم كلميم)
 لبيار (بالإنجليزية: LABYAR)‏ هي جماعة قروية تابعة لإقليم كلميم ضمن جهة كلميم السمارة بالمغرب.  بلغ مجموع عدد سكان  لبيار حسب إحصاءات 2004 حوالي 766  نسمة  يعيشون في  128 أسرة. تقع على بعد 44 كلم جنوب مدينة كلميم (جنوب المغرب). تقطنها قبيلة آيت موسى وعلي وهي من قبائل الصحراء. لبيار مقسمة إلى 3 دواوير.

1- أيت علي والحسن. 
2- الخميس. 
3- اهران.

## إحصاء عام
| السنة | عدد السكان | عدد الأسر | عدد الأجانب |
| ----- | ---------- | --------- | ----------- |
| 1994  | 1260       | 175       | °°°°        |
| 2004  |            | 128       | 0           |